# Луганвіль
Луганвиль (англ., фр. і бісл. Luganville) — місто в острівній державі Вануату, другий за величиною місто країни після столиці. Розташоване на острові Еспіриту-Санто і є адміністративним центроом провінції Санма.

## Населення
Згідно з переписом 2009 року, населення Луганвіля склало 13 484 осіб . Населення переважно складається з корінних мешканців - ні-вануату, меншу частину складають нащадки вихідців з Європи та Китаю.

## Історія

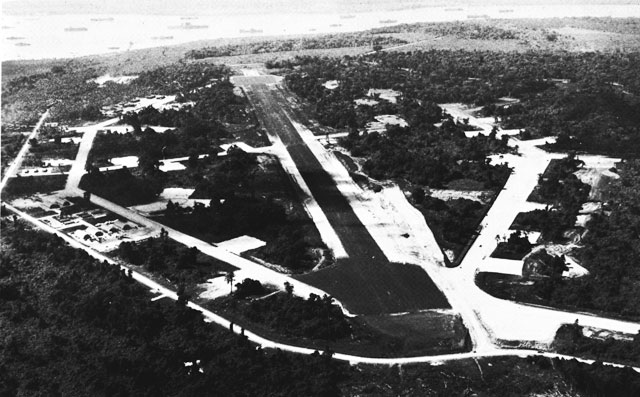
Військовий аеродром Луганвіля використовувався до 1970-х років як цивільний

Місто було засноване як американська військово-морська база у 1942 році. На острові були побудовані три злітно-посадкові смуги, покриті кораловою крихтою, госпіталь і дороги. Спадщиною воєнних років стали широкі головні вулиці міста, що ведуть до порту і уздовж протоки - ними повинна була вільно проїжджати військова техніка.
У жовтні 1942 року біля входу в головну протоку затонув, підірвавшись на міні, океанський лайнер President Coolidge, який доставив на острів більше 5000 військових, боєприпаси, техніку тощо. Оскільки капітану вдалося поставити потопаючий корабель на мілину, втрат особового складу практично не було (загинуло тільки 2 людини). Однак сам корабель з військовим майном скотився з гребеню рифу і ліг на дно. Зараз це місце популярне у любителів дайвінгу - в прозорій воді добре видно палуби корабля і його оснащення.

## Економіка та інфраструктура
Луганвіль — портове місто. Його порт - один з найбільш завантажених портів Вануату. Основними експортними товарами є копра та какао-боби. У місті працює лікарня, є відділення чотирьох банків. У зв'язку з розвитком туризму, все більше стає невеликих готелів, ресторанів та сувенірних крамниць.
Місто обслуговує міжнародний аеропорт Санто-Пекоа.

### Клімат
Місто знаходиться у зоні, котра характеризується вологим тропічним кліматом. Найтепліший місяць — січень із середньою температурою 26.7 °C (80 °F). Найхолодніший місяць — липень, із середньою температурою 24.4 °С (76 °F).
| Клімат Луганвіля        | Клімат Луганвіля | Клімат Луганвіля | Клімат Луганвіля | Клімат Луганвіля | Клімат Луганвіля | Клімат Луганвіля | Клімат Луганвіля | Клімат Луганвіля | Клімат Луганвіля | Клімат Луганвіля | Клімат Луганвіля | Клімат Луганвіля | Клімат Луганвіля |
| Показник                | Січ.             | Лют.             | Бер.             | Квіт.            | Трав.            | Черв.            | Лип.             | Серп.            | Вер.             | Жовт.            | Лист.            | Груд.            | Рік              |
| Абсолютний максимум, °C | 32               | 33               | 33               | 32               | 30               | 32               | 32               | 30               | 30               | 32               | 33               | 37               | 37               |
| Середній максимум, °C   | 29               | 29               | 28               | 28               | 27               | 26               | 26               | 26               | 26               | 27               | 28               | 28               | 27               |
| Середня температура, °C | 26               | 26               | 26               | 26               | 25               | 25               | 24               | 24               | 24               | 25               | 26               | 26               | 25               |
| Середній мінімум, °C    | 23               | 23               | 23               | 23               | 23               | 22               | 22               | 21               | 22               | 22               | 23               | 23               | 23               |
| Абсолютний мінімум, °C  | 15               | 18               | 20               | 17               | 16               | 17               | 16               | 13               | 14               | 15               | 17               | 15               | 13               |
| Норма опадів, мм        | 320              | 330              | 340              | 300              | 210              | 190              | 160              | 120              | 160              | 190              | 210              | 260              | 2920             |
| ----------------------- | ---------------- | ---------------- | ---------------- | ---------------- | ---------------- | ---------------- | ---------------- | ---------------- | ---------------- | ---------------- | ---------------- | ---------------- | ---------------- |
| Джерело: Weatherbase    |                  |                  |                  |                  |                  |                  |                  |                  |                  |                  |                  |                  |                  |